# Camptocladius sublaminatus
Camptocladius sublaminatus är en tvåvingeart som först beskrevs av Jean-Jacques Kieffer 1918.  Camptocladius sublaminatus ingår i släktet Camptocladius och familjen fjädermyggor. Inga underarter finns listade i Catalogue of Life.